# Намсус
На́мсус (норв. Namsos) — коммуна в губернии Нур-Трёнделаг в Норвегии. Административный центр коммуны — город Намсус. Официальный язык коммуны — нейтральный. Население коммуны на 2007 год составляло 12 607 чел. Площадь коммуны Намсус — 774,51 км², код-идентификатор — 1703.

## История населения коммуны
Население коммуны за последние 60 лет.